# Jean-Daniel Dätwyler
Jean-Daniel Dätwyler, né le 2 avril 1945 à Lausanne,, est un skieur alpin suisse de Villars-sur-Ollon qui a mis un terme à sa carrière sportive à la fin de la saison 1972.

## Palmarès

### Jeux olympiques
| Épreuve / Édition | Descente | Géant | Slalom |
| JO 1968 Grenoble  | Bronze   | —     | —      |

### Championnats du monde
| Épreuve / Édition         | Descente | Géant | Slalom | Combiné |
| JO 1968 Grenoble          | Bronze   | —     | —      | —       |
| Mondiaux 1970 Val Gardena | 14e      | —     | —      | —       |

### Coupe du monde
- Meilleur résultat au classement général : 12e en 1969
  - 2 victoires : 2 descentes

#### Saison par saison
- Coupe du monde 1967 :
  - Classement général : 19e
- Coupe du monde 1968 :
  - Classement général : 19e
    - 2ème place à Kitzbühel
- Coupe du monde 1969 :
  - Classement général : 12e
    - 1 victoire en descente : Val Gardena
- Coupe du monde 1970 :
  - Classement général : 22e
    - 2ème place à Val-d'Isère
- Coupe du monde 1971 :
  - Classement général : 17e
    - 1 victoire en descente : Megève I
- Coupe du monde 1972 :
  - Classement général : 18e

### Arlberg-Kandahar
- Meilleur résultat : 4e place dans les descentes 1968 à Chamonix et 1969 à Sankt Anton